# 克卜勒70
克卜勒70（Kepler-70），舊稱KOI-55，是一個位於天鵝座的恆星，視星等14.87。該恆星必須使用口徑40公分以上望遠鏡才能觀測到。

## 恆星狀況
克卜勒70是B型次矮星，大約在1840萬年前進入紅巨星階段。該恆星現在的狀況是核心正在進行氦的核融合，一旦核心中的氦用盡，它將會收縮變成白矮星。它的半徑是0.2倍太陽半徑，而白矮星的半徑則相當小。

## 行星系統
克卜勒70旁已經發現兩顆行星：克卜勒70b和克卜勒70c。而這兩顆行星是經由偵測行星本體反射的光而發現，並非以凌日法發現。
有觀測指出可能有第三顆更小的行星在已確認的兩顆行星之間，但尚未確認。
| 成員 (依恆星距離) | 质量     | 半長軸 (AU) | 轨道周期 (天) | 離心率 | 傾角 | 半径     |
| ----------------- | -------- | ----------- | ------------- | ------ | ---- | -------- |
| b                 | 0.440 M⊕ | 0.0060      | 0.2401        | —      | —    | 0.759 R⊕ |
| d (未确认)        | 0.222 M⊕ | 0.0065      | ?             | ?      |      |          |
| c                 | 0.655 M⊕ | 0.0076      | 0.34289       | —      | —    | 0.867 R⊕ |